# Kangasranta (Kouvola)
Kangasranta est un village, un quartier et une zone statistique de Valkeala à Kouvola en Finlande .

## Description
Dans le quartier de Kangasranta se trouve la deuxième plus grande garnison de Finlande, la garnison de Vekaranjärvi (fi), siège de la brigade de Carélie. 
A proximité de la garnison, se trouve la cour de l'artiste Ensio Tuppurainen (fi), où une exposition composée de panneaux de protestation et de sculptures est toujours ouverte et le Parc national de Repovesi.

## Galerie

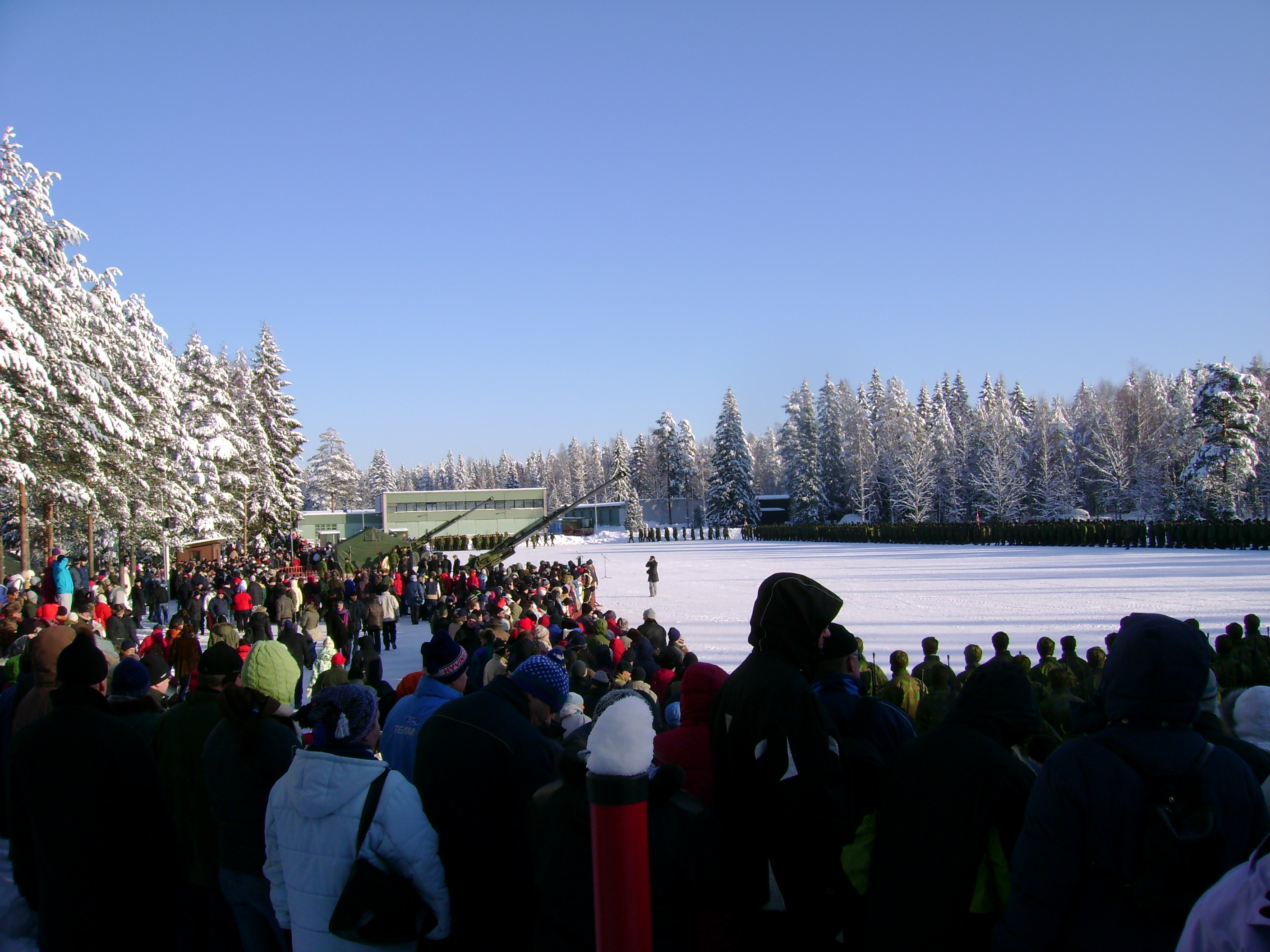
Parade de la brigade de Carélie.